# Michael Oher
Pour les articles homonymes, voir Big Mike (homonymie).
(en) Statistiques sur pro-football-reference
Michael Oher, né Michael Jerome Williams, Jr. le 28 mai 1986 à Memphis dans le Tennessee, est un ancien joueur américain de football américain, qui évoluait en NFL au poste d'offensive tackle. Il est surnommé « Big Mike ».
Son histoire a inspiré le livre, puis le film The Blind Side (2009), racontant son "adoption" par la famille Tuohy. Cependant en 2023, il lance une action en justice contre ces derniers, les accusant de l'avoir piégé en étant en fait devenu ses tuteurs et non ses parents, pour pouvoir signer des contrats en son nom.

## Biographie

### Jeunesse

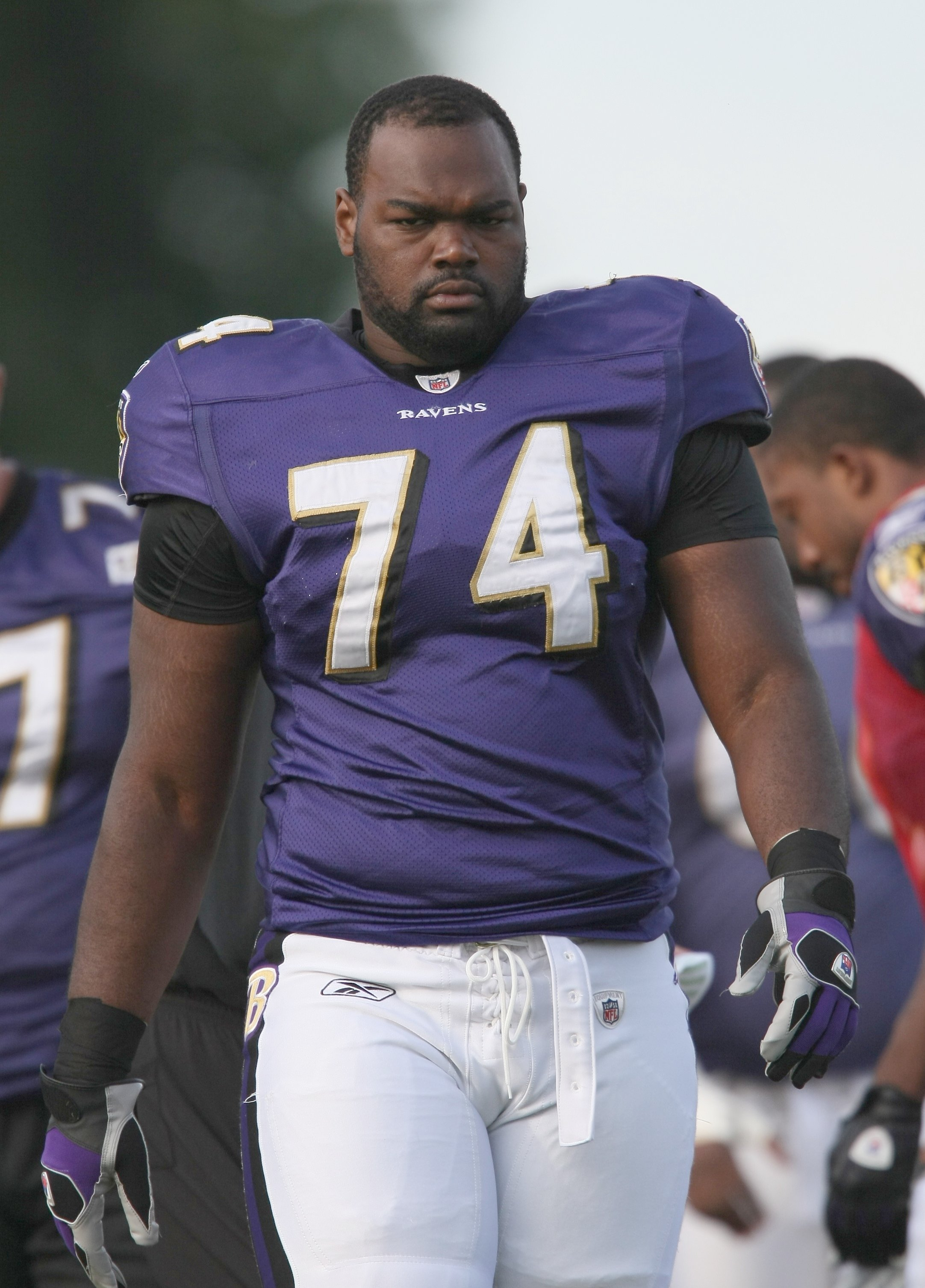
Michael Oher au camp d'entraînement des Ravens de Baltimore en 2009.

Oher est né le 28 mai 1986 à Memphis dans le Tennessee. « Big Mike », comme on le surnomme, est l'un des douze enfants de Michael Jerome Williams et Denise Oher, lesquels s'étaient rencontrés en prison. Habitant dans un quartier pauvre de la ville, sa mère souffre d'une forte dépendance à la drogue et son père est absent du domicile familial, ce qui fait qu'il reçoit peu d'attention durant sa jeunesse. Redoublant souvent, il va dans onze écoles différentes au cours de ses neuf premières années d'études. Rapidement, il est placé et alterne entre foyers d'accueil et périodes d'itinérance. Son père qu'il ne connaîtra pas est assassiné alors que Michael est au lycée.
Michael Oher intègre la Briarcrest Christian School (en), grâce à Tony Henderson, un mécanicien automobile chez qui il vit temporairement et qui effectue la démarche pour son propre fils. Avec le soutien de l'entraîneur de football de l'école, il doit étudier à la maison pour rattraper son retard. Néanmoins, sans terminer son programme, il est admis puisque l'exigence de l'école avait enlevé la possibilité à Oher de retourner dans une école publique, le laissant virtuellement sans avenir scolaire.
Après la saison 2003 à Briarcrest, il est nommé offensive lineman de l'année de la « Division II (2A) » et est sélectionné dans l'équipe première de l'État du Tennessee. Ses prestations et son physique hors norme lui ouvrent des portes bien qu'il vive dans une situation précaire, passant dans plusieurs familles d'accueil. En 2004 — à dix-huit ans —, Leigh Anne et Sean Tuohy, un couple aisé ayant une fille et un fils à Briarcrest, lui offre l'hospitalité. Par la suite, le couple l'adopte légalement. Conscients de son enfance difficile, ils lui permettent de recevoir des cours à domicile. Ses notes scolaires s'améliorant, Oher est autorisé à rejoindre une équipe de Division I NCAA Football Bowl Subdivision de NCAA.

### Carrière amateur
Sur les nombreuses offres qu'il reçoit, Oher choisit d'étudier à l'Université du Mississippi où il joue au football américain pour les Rebels d'Ole Miss. Ce choix apparait suspect pour la NCAA qui ouvre une enquête sur les liens entre l'université et les Tuohy (Sean Tuohy était un ancien basketteur de l'équipe universitaire et fut drafté aux Nets du New Jersey) concernant un éventuel favoritisme et les intentions du couple par rapport à l'adoption.
Chez les Rebels, il aide notamment le running back BenJarvus Green-Ellis à obtenir de bonnes statistiques (plus de 1 000 yards en une saison) à la course par ses blocages.
Il se déclare admissible en 2008 à la draft NFL, mais se ravise et reporte son admissibilité à l'année suivante.

### Carrière professionnelle

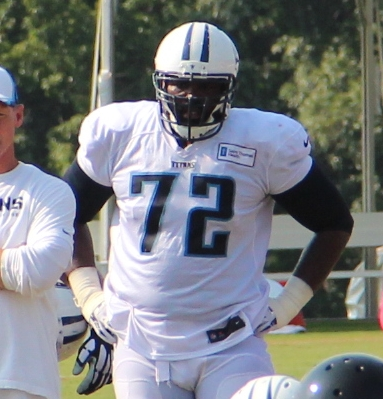
Michael Oher avec le maillot des Titans du Tennessee.

#### Ravens de Baltimore
Il est sélectionné en 23e choix global lors du premier tour de la draft 2009 de la NFL par la franchise des Ravens de Baltimore. Il signe un contrat de cinq ans pour un montant de 13 millions de dollars dont 7,82 millions garantis. Jouant comme offensive tackle droit, il est repositionné à gauche à la suite de la blessure de Jared Gaither.
Le 3 février 2013, il remporte le Super Bowl XLVII, conclusion de la saison 2012.

#### Titans du Tennessee
Il signe aux Titans du Tennessee en 2014, un contrat de quatre ans pour 20 millions de dollars. Toutefois une blessure à l'orteil l'empêche de se montrer à un bon niveau. La franchise ne le conserve pas.

#### Panthers de la Caroline
Il signe aux Panthers de la Caroline au cours de l'inter saison 2015 pour une place de titulaire malgré les difficultés rencontrées la saison précédente. Le quarterback de l'équipe Cam Newton intervient directement auprès du joueur pour l'inciter à rejoindre la franchise de la Caroline.

## Postérité et action en justice
Sa jeunesse et son "adoption" est l'un des sujets du livre The Blind Side: Evolution of a Game (2006) de Michael Lewis et de l'adaptation cinématographique The Blind Side (2009) de John Lee Hancock avec Sandra Bullock.
Cependant en août 2023, il lance une action en justice contre Leigh Ann et Sean Tuohy, les accusant de ne l'avoir en fait jamais adopté. Mais de l'avoir piégé, en lui faisant en fait signer un document faisant d'eux ses tuteurs, pour pouvoir signer des contrats en son nom. Il les accuse d'avoir utilisé leur tutorat pour signer le contrat, qui les a payé eux et leurs deux enfants, des millions de royalties pour le film The Blind Side, quand Oher n'a lui rien reçu. Sa plainte demande à la cour, la fin du tutorat, l'interdiction qu'ils utilisent son nom et son image, la restitution de tout l'argent qu'ils ont gagné en son nom, ainsi que des dommages pour le préjudice causé.